# Rohoziw
Rohoziw (ukr. Рогозів) – wieś na Ukrainie, w rejonie boryspolskim, w obwodzie kijowskim. Liczy 2939 mieszkańców. Wieś została założona w 1525 roku.